# Drabóż (Stanisław Górny)
Drabóż – część wsi Stanisław Górny w Polsce, położona w województwie małopolskim, w powiecie wadowickim, w gminie Wadowice. 
W latach 1975–1998 Drabóż położony był w województwie bielskim.